# Даниел Кайзер
Даниел Кайзер (на полски: Daniel Kajzer) е полски футболист, вратар.

## Кариера
РОВ Рибник
Кайзер започва кариерата си с ROW Rybnik, като дебютира при старшата през 2012 г. През сезон 2012–13 той помага на отбора да постигне промоция в I лига. Кайзер има общо 103 мача в лигата през пет сезона с клуба, запазвайки 28 чисти мрежи.  

### Ботев Пловдив
На 12 юни 2017 г. подписва за 2 години с отбора на Ботев Пловдив. На 9 август 2017 г. прави официалния си дебют в мач за Суперкупата срещу Лудогорец. Мачът се решава след дузпи като Кайзер спасява първият 11-метров удар на звездата на орлите Марселиньо. В последствие спасената дузпа е решаващата за триумфа на “канарите”, а Кайзер се превръща е един от героите за “жълто-черните”. На 6 април 2018 г. записва първата си суха мрежа при победата с 1:0 над Левски София.  На 29 април 2018 г. в мач срещу ЦСКА, спасява дузпа в последните минути, за да остави победата с 2:1. Неговото спасяване е избрано за най-добро спасяване на седмицата.  На 24 април 2019 г. Ботев Пловдив се изправя срещу ЦСКА в мач-реванш от полуфинал за турнира на Купата на България. Мачът завършва 3:3 на стадион “Българска армия” и изпраща Ботев Пловдив на финал. Кайзер прави феноменален мач и спасява много чисти положения и отново е един от героите за “канарчетата”. 
Арка Гдиня
След като прекара сезон 2019–20 като резервен вратар на Шльонск Вроцлав, записвайки само едно участие за купата, на 28 юли 2020 г. той се присъедини към Арка Гдиня.
Завръщането в Ботев Пловдив
На 27 юни 2023 г. Даниел Кайзер се завръща в Ботев Пловдив и слага подписа си върху договор за две години. Той записва  едно участие за Купата на България през този сезон, запазвайки суха мрежа при победата с 0:3 в първия кръг над Струмска слава на 8 ноември 2023 г. През сезона Кайзер изиграва 7 мача. А Ботев Пловдив е носител на Купата на България за сезон 2023/24. 

## Постижения
Ботев (Пловдив)
- Суперкупа на България: 2017
- Купа на България: 2023-24